# Седа (Португалия)
Седа (порт. Seda) — фрегезия (район) в муниципалитете Алтер-ду-Шан округа Порталегре в Португалии. Население составляет 389 человек на 2001 год. Занимает площадь 112,23 км². Плотность населения — 3,5 чел/km². По старому административному делению входил в провинцию Алту-Алентежу. Входит в экономико-статистический  субрегион Алту-Алентежу, который входит в Алентежу. 
Покровителем района считается Дева Мария (порт. Maria). 